# Systemat Vegetabilium
Systemat Vegetabilium (abreviado Syst. Veg. (ed. 14)) es una revista ilustrada con descripciones botánicas que fue editada por el médico, botánico, pteridólogo y algólogo sueco, Johan Andreas Murray. Fue publicada en el año 1784 con el nombre de Systema Vegetabilium: secundum classes ordines genera species cum characteribus et differentiis. Editio decima quarta. Gottingae.